# Ust´-Karsk
Ust´-Karsk – osiedle typu miejskiego w Rosji, w Kraju Zabajkalskim. W 2010 roku liczyło 1899 mieszkańców.